# اشتفان فوگرل
اشتفان فوگرل (آلمانی: Stefan Fegerl؛ زادهٔ ۱۲ سپتامبر ۱۹۸۸) بازیکن تنیس روی میز اهل اتریش است.